# (15776) 1993 KO
(15776) 1993 KO es un asteroide perteneciente al cinturón de asteroides, región del sistema solar que se encuentra entre las órbitas de Marte y Júpiter.
Fue descubierto el 20 de mayo e 1993 por Satoru Otomo desde Kiyosato, Japón.

## Designación y nombre
Designado provisionalmente como 1993 KP.

## Características orbitales
(15776) 1993 KO está situado a una distancia media del Sol de 2,222 ua, pudiendo alejarse hasta 2,485 ua y acercarse hasta 1,958 ua. Su excentricidad es 0,119 y la inclinación orbital 5,740 grados. Emplea 1209,41 días en completar una órbita alrededor del Sol.

## Características físicas
La magnitud absoluta de (15776) 1993 KO es 14,07. Tiene 4,498 km de diámetro y su albedo se estima en 0,240.